# Ermita de San Roque (Puebla de San Miguel)
La ermita de San Roque es un santuario católico situado en Puebla de San Miguel, municipio de la provincia de Valencia, en la (Comunidad Valenciana, España).

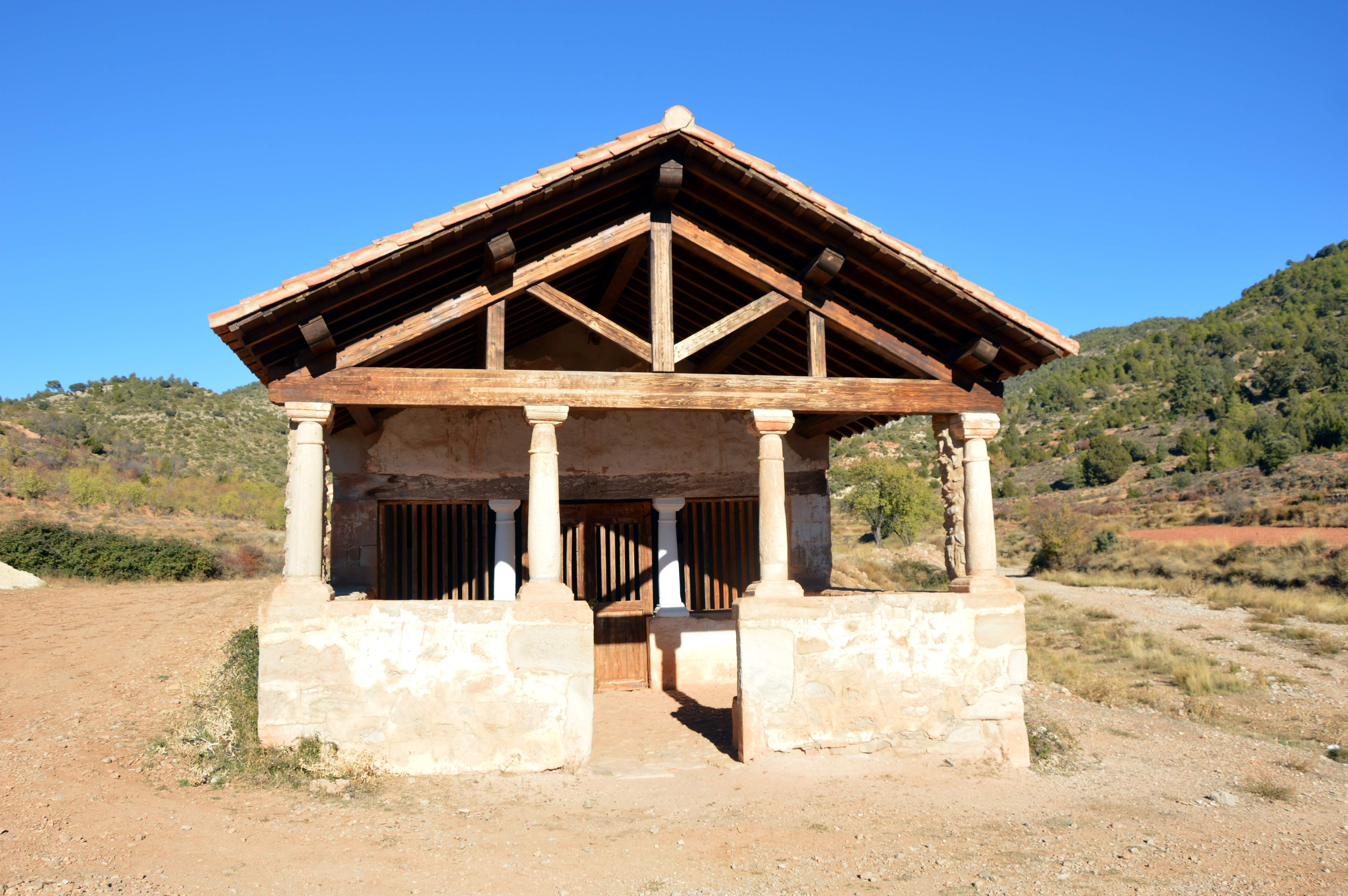
Ermita de San Roque en Puebla de San Miguel, 2017.

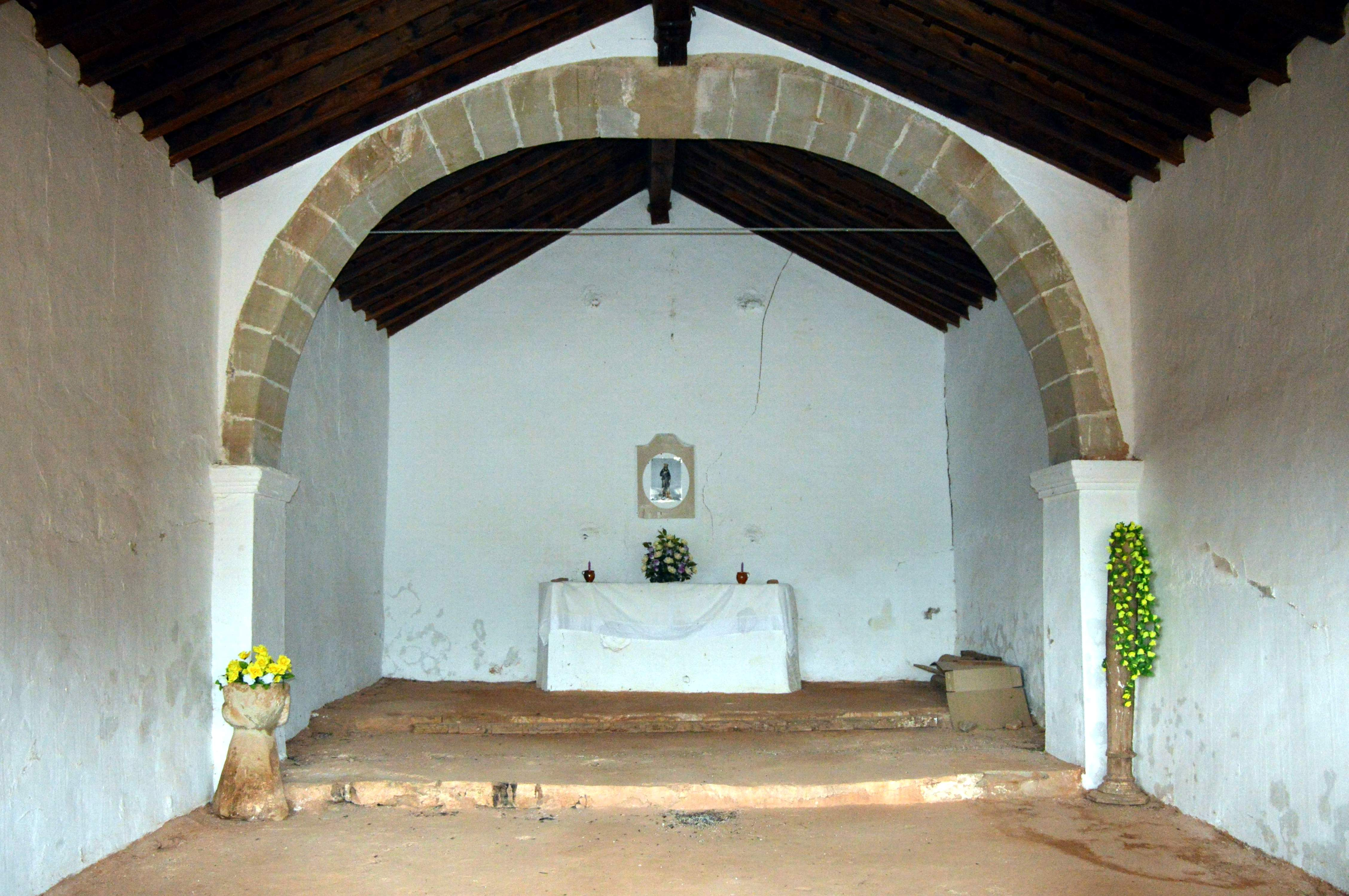
Ermita de San Roque en Puebla de San Miguel, 2019.

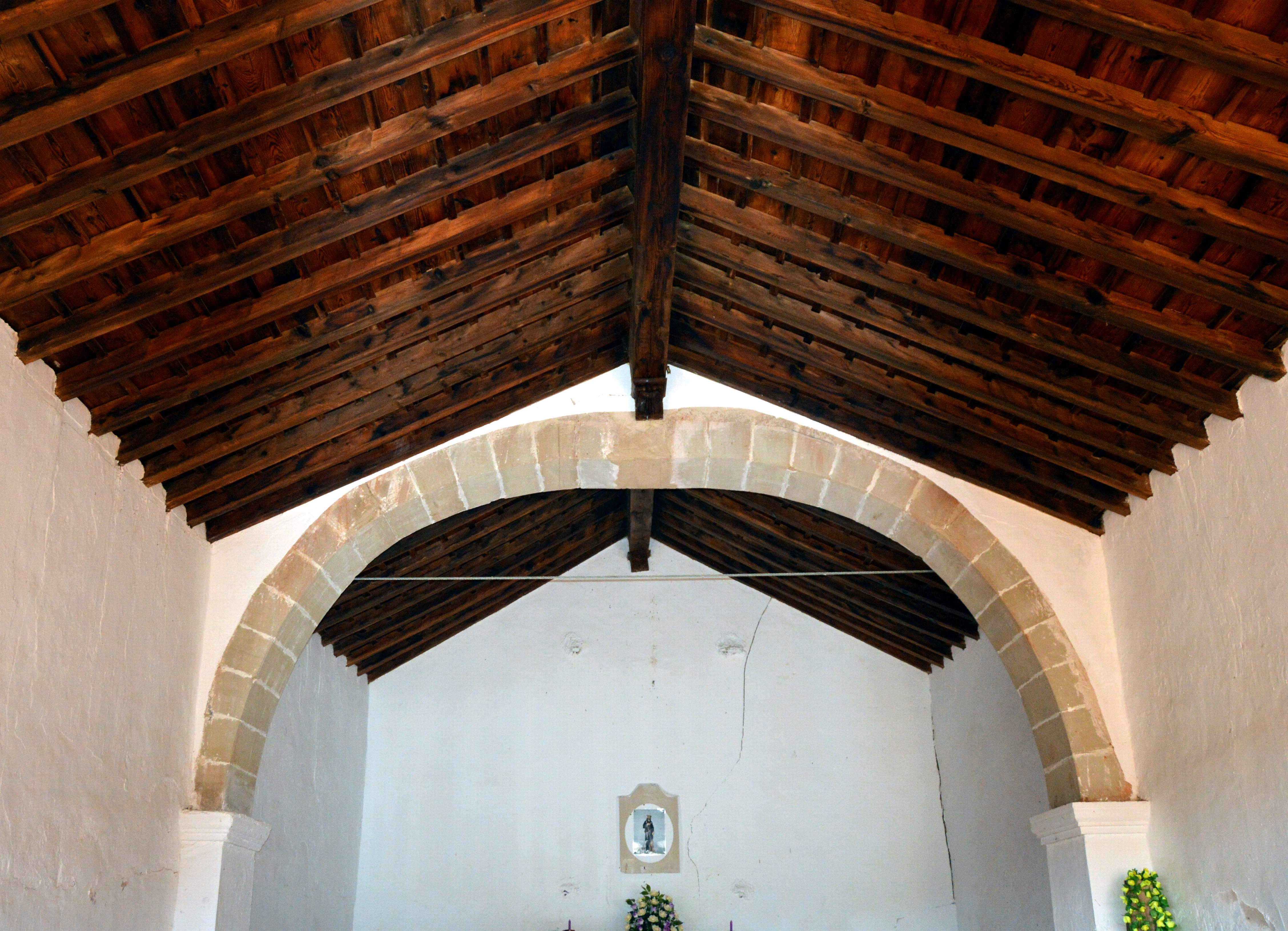
Ermita de San Roque en Puebla de San Miguel, 2019.

Está catalogada como Bien de Relevancia Local Código: 46.09.201-002.

## Historia
En la Relación ad limina de 1641, el obispo de Segorbe, Diego Serrano de Sotomayor (1639-1652), al decir de Puebla de San Miguel anota «ornamenta et heremitoria visitavi eaque omnia tu decet apposita inventi» (Visité los altares, lugares sagrados, ornamentos y ermitas y todas ellas las encontré convenientemente dispuestas); ello permite deducir que a finales de la primera mitad del siglo XVII había más de una ermita en la localidad. La Relación de 1656, pontificando ya Francisco Gavaldá Guasch (1652-1660), dice: «Heremitoria duo» (Dos ermitas) -ello significa que había dos ermitas, aunque el prelado no precisa su advocación. En las demás Relaciones del resto del siglo y principios del siguiente (siglo XVIII), los obispos refieren la existencia de dos ermitas en Puebla de San Miguel, sin mencionar tampoco su advocación.
Mediado el siglo XIX, al referirse a Puebla de San Miguel, Madoz (1849) comenta que la villa tiene una «iglesia parroquial (San Miguel) de entrada, servida por un cura de patronato real y un beneficiado; 2 ermitas (La Purísima y San Guillermo) situadas a corta distancia de la población». De las dos ermitas existente en el término, la de «La Purísima» (Purísima Concepción) sigue existiendo en la actualidad, pero no la de «San Guillermo». Sin embargo, en la villa sigue habiendo hoy dos ermitas (Purísima Concepción y San Roque), ello no significa necesariamente que la antigua ermita de «San Guillermo» desapareciera, más bien cabe pensar que cambió su advocación por la de San Roque.--
Se desconoce el momento histórico en que tuvo lugar el cambio de título en la ermita de Puebla de San Miguel (de San Guillermo a San Roque), tuvo que ser en algún momento posterior a 1849 -quizá ya en la segunda mitad del siglo XIX.
Al decir de los inmuebles sagrados de la localidad, la Guía de la Iglesia (1963) anota la existencia de la «Ermita de San Roque», aunque sin culto habitual ni santísimo, careciendo también de ornamentos propios, retablos y cuadros de valor artístico.

## Ubicación y descripción
Se halla fuera de la localidad -en el punto kilométrico 19 de la CV-363 de Losilla de Aras (Aras de los Olmos) a Mas del Olmo. La primera descripción conocida data de mediados los años sesenta (1966) y procede del escritor y periodista valenciano Luis B. Lluch Garín (1980), que la sitúa fuera del pueblo «Entre dos ramblizos pedregosos […] aprovechando un buzamiento del terreno»:

«La Ermita es rectangular, de paredes blancas y techo a dos aguas, pero lo más destacado […] es su porche de bella línea clásica, sostenida la techumbre, muy recargada de vigas, jabalcones y tornapuntas, por unas cortas columnas en forma de husillo coronadas por capiteles dóricos muy simples. El porche tiene el piso empedrado, y para descanso del caminante hay un poyo circular pegado a los muretes del atrio./ En el interior […] sigue el mismo estilo su cubierta de tabicas y cabios cortada por un arco de medio punto que arranca de las columnas embebidas por su moldura de gola a modo de capitel. El altar, sobre dos gradas, tiene un frontal de lienzo pintado».
Ermitas y paisajes de Valencia, Luis B. Lluch Garín

El mismo autor describe el mantel «con bordes de puntilla» que cubría el altar y varias pinturas con imágenes reconocibles: San Roque, San Guillermo y San Cristóbal (en el plano superior) y San Marcos, San Isidro y la Virgen de los Desamparados (en el plano inferior). Y oleografías de la Virgen de los Dolores, San Miguel y San Rafael. En conjunto: «Toda la ermita está limpia y bien cuidada, y en el centro pende una lámpara de metal dorado».
La ermita se halla en la margen derecha del «barranco del Saladillo» y carece de espadaña y de campana. Orientada en sentido norte (cabecera)-sur (pies), su planta es rectangular, los muros de mampostería ordinaria con cantería en las esquinas y dos machones laterales hacia la cabecera, que corresponden a las pilastras que soportan el arco toral. La cubierta vierte a dos aguas, los faldones se cubren con teja árabe en disposición de canal y cobija.
El atrio muestra un complejo entrevigado en su cubierta (basado en una cercha de madera con pendolón central soportando la viga cimera, tornapuntas y tirante en la base), está delimitado por un murete de mampostería ordinaria y cantería abierto por delante, donde apoyan las columnas de piedra labrada que lo soportan, piso empedrado y poyo interior corrido.
Se accede por una puerta de doble hoja entre columnas de piedra, con enrejado lateral de madera, todo ello bajo una gruesa viga que a modo de dintel recorre el frontis.
La nave es muy sencilla y se desarrolla en dos tramos, el piso cementado, las paredes lisas encaladas, la armadura de la techumbre a dos aguas (tipo parhilera con tabicas) y un grueso arco rebajado (diafragmático) hacia la cabecera, que apoya sobre pilastras con leves impostas voladas (que corresponden a los machones externos). El presbiterio al fondo, dos peldaños por encima del resto de la nave, con altar de obra adosado al testero y un cuadrito con la imagen del titular a modo de retablo.

## Culto y tradición
En la actualidad carece de culto; antaño, sin embargo, con motivo de la onomástica del titular, debió celebrarse alguna procesión o romería desde la parroquial.

## Galería

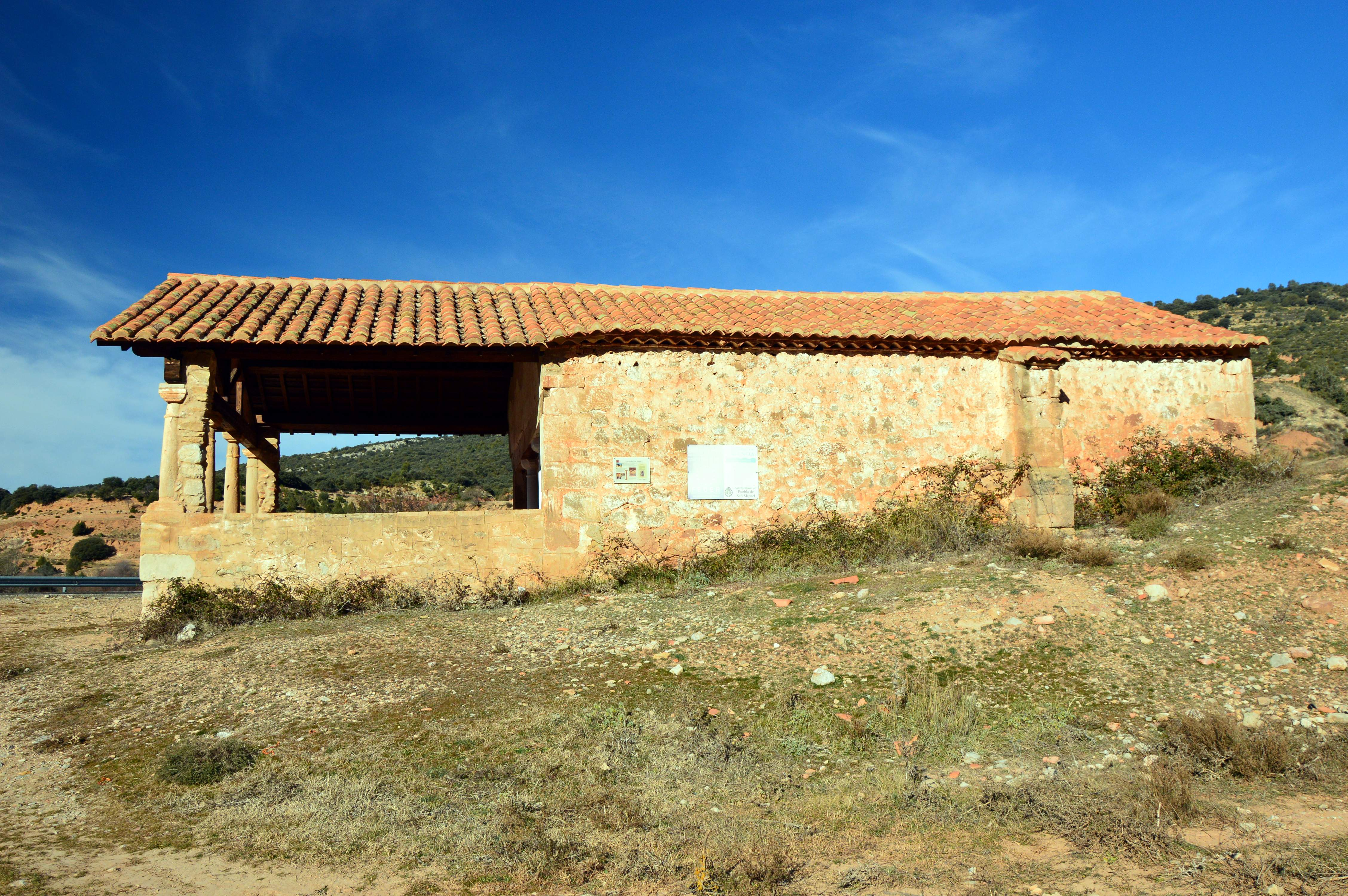
Ermita de San Roque en Puebla de San Miguel, 2019.
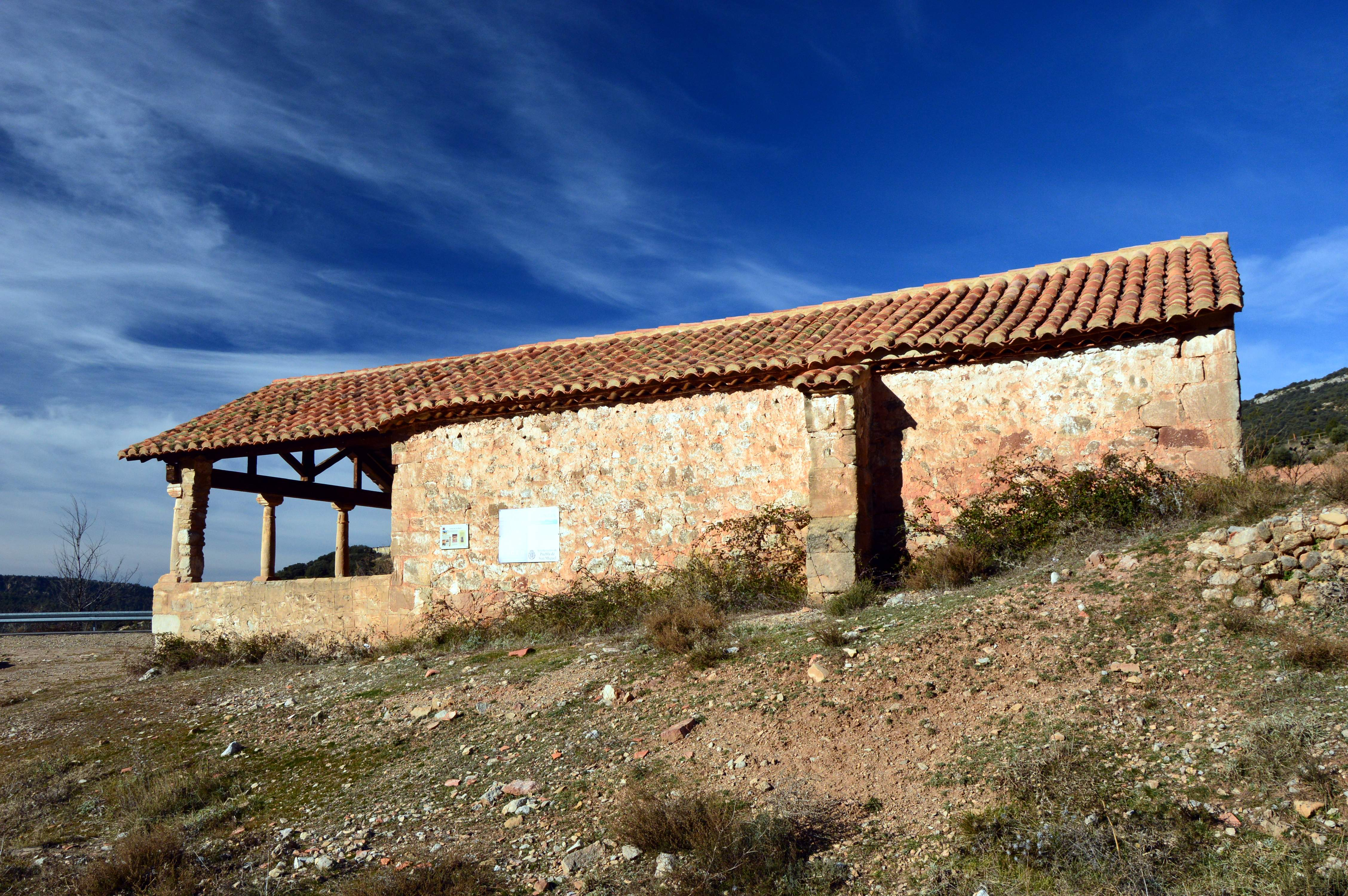
Ermita de San Roque en Puebla de San Miguel, 2019.
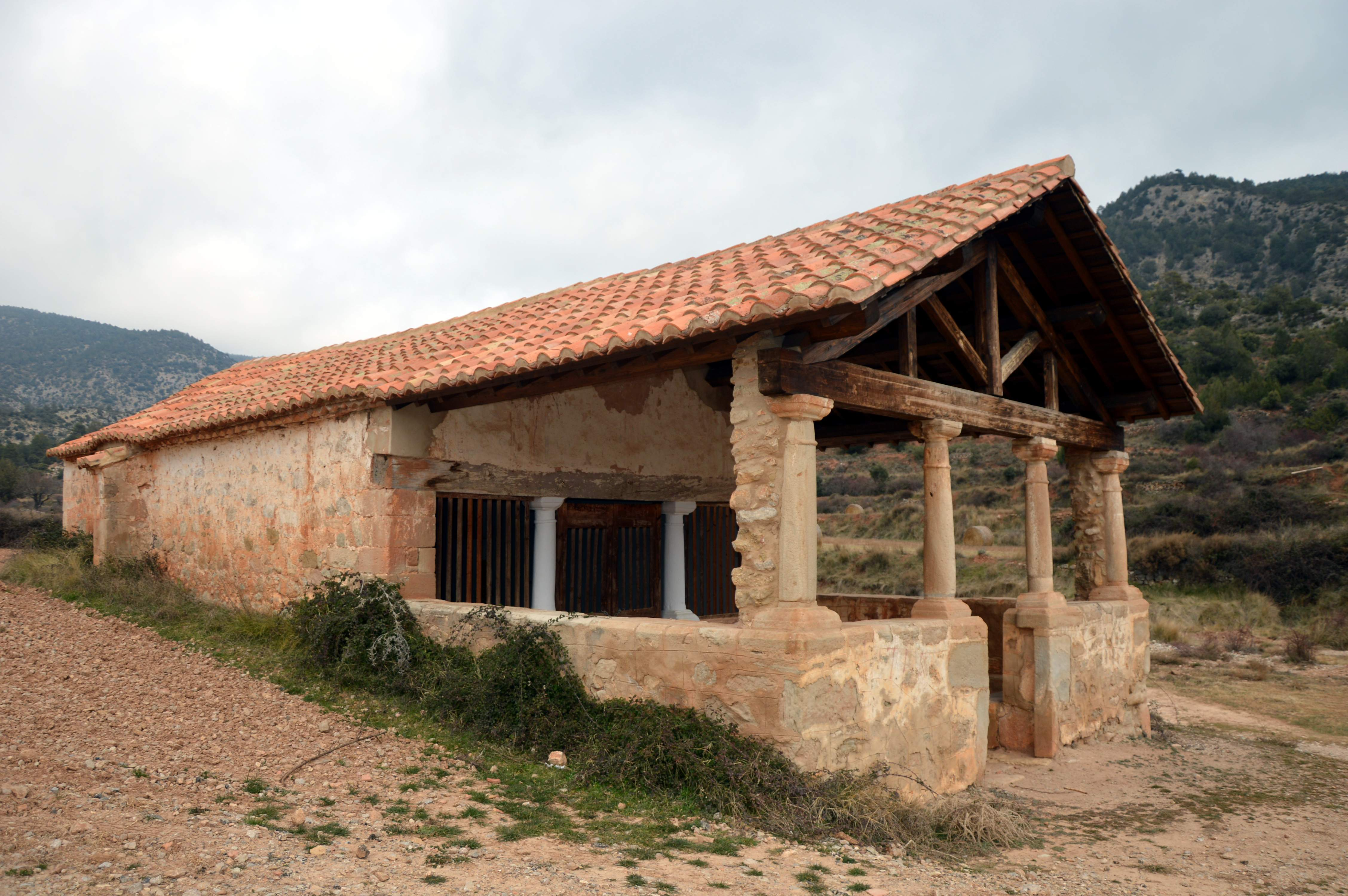
Ermita de San Roque en Puebla de San Miguel, 2019.
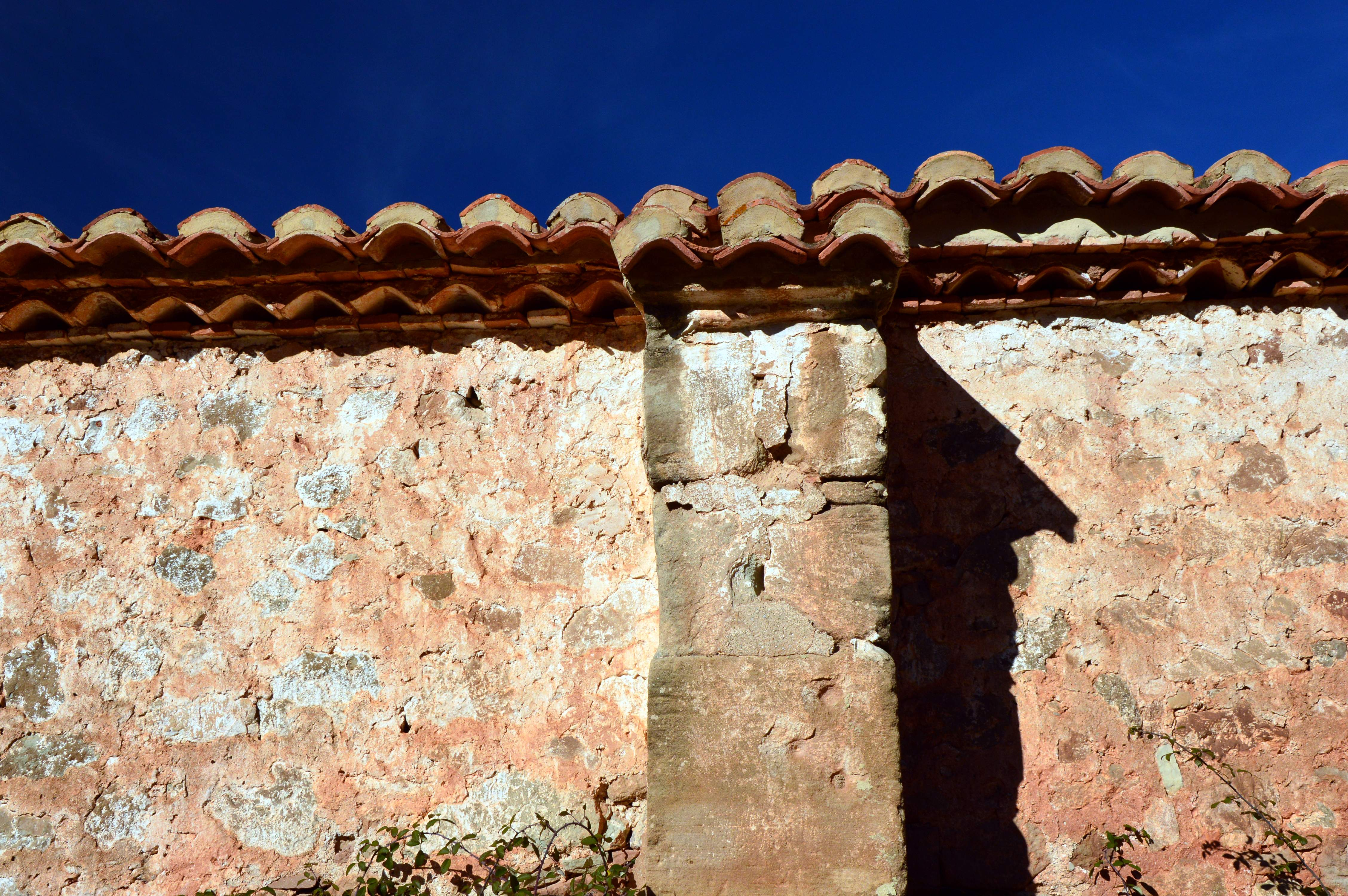
Ermita de San Roque en Puebla de San Miguel, 2019.
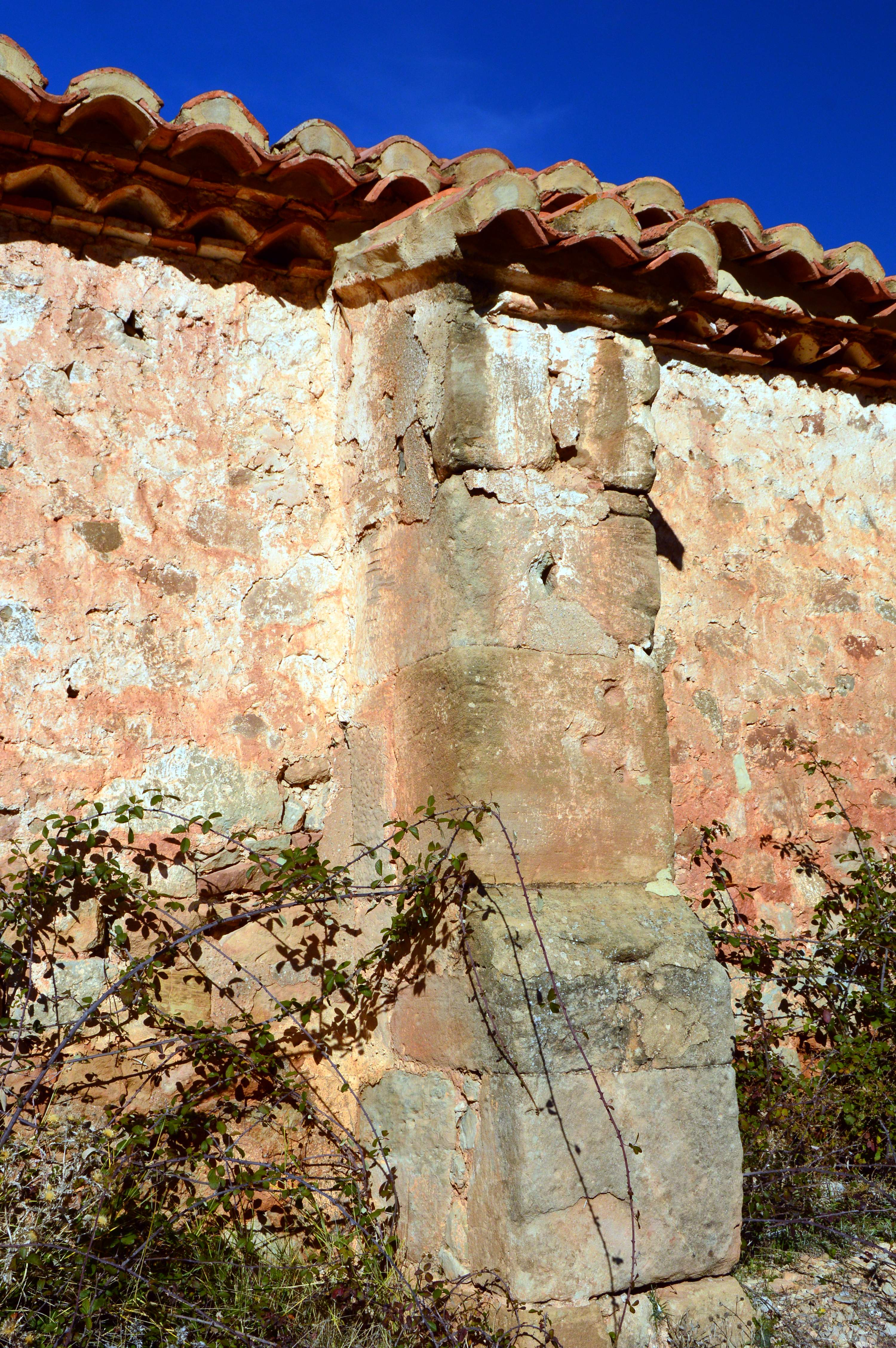
Ermita de San Roque en Puebla de San Miguel, 2019.
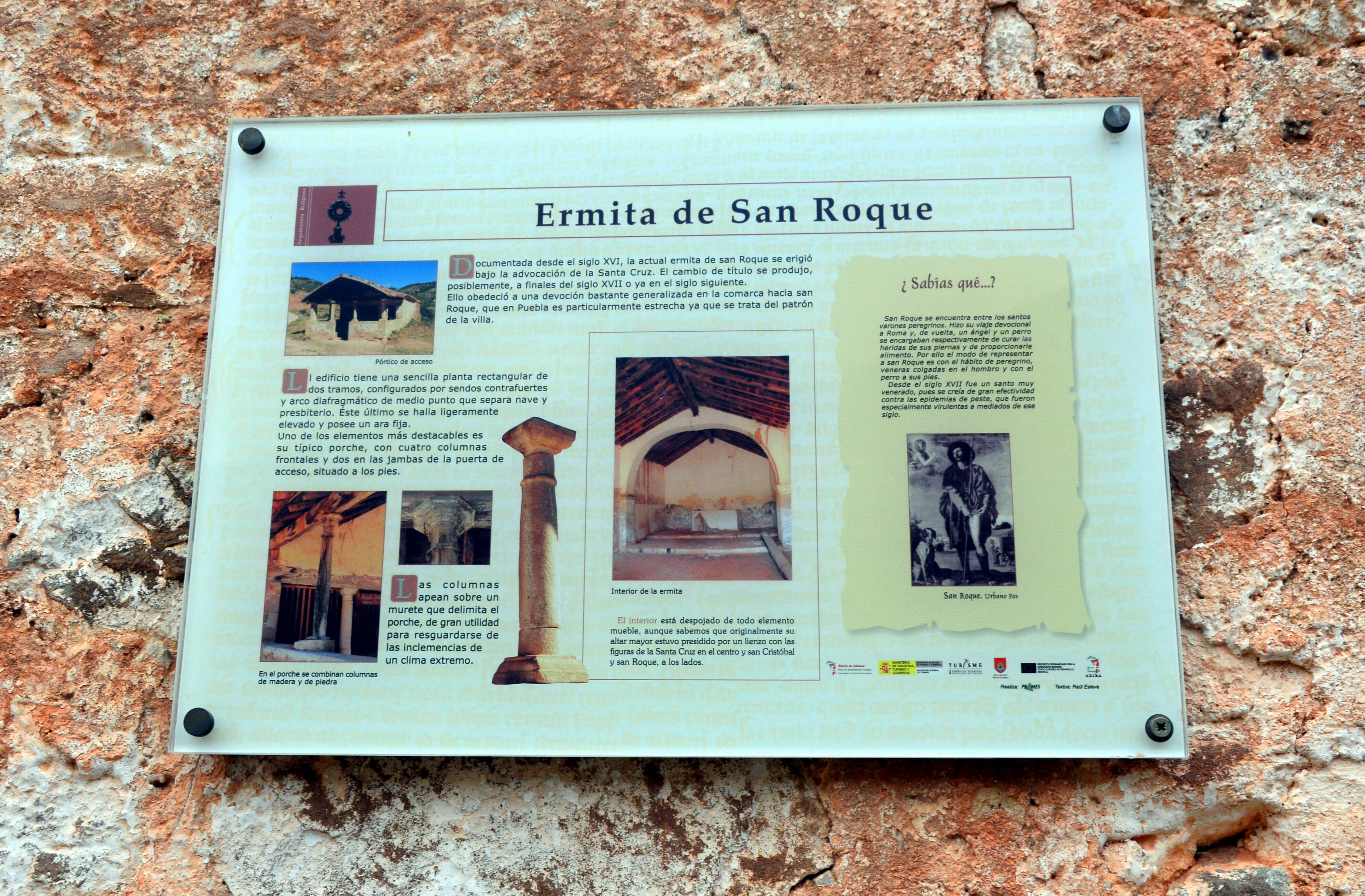
Ermita de San Roque en Puebla de San Miguel, 2019.
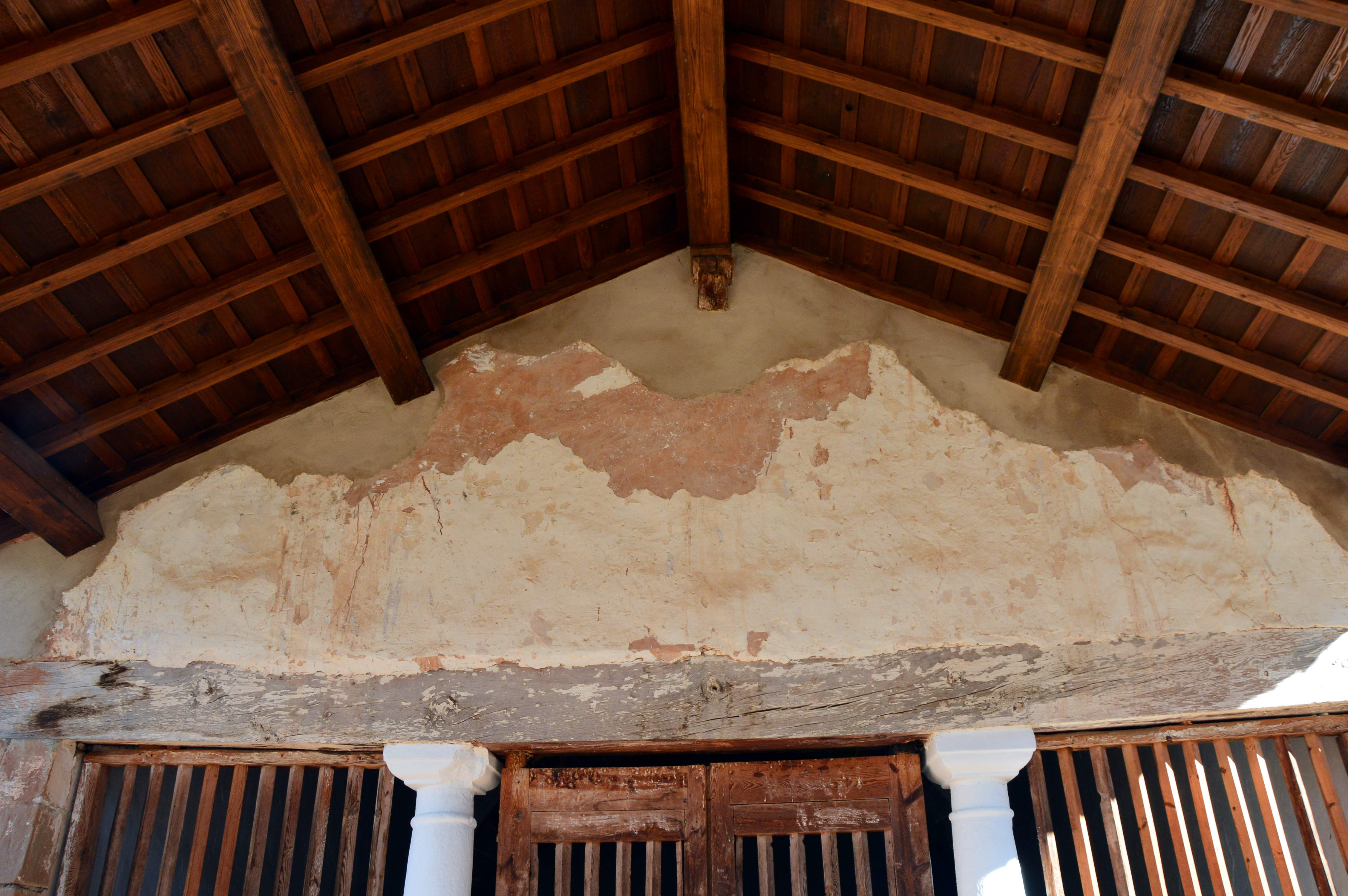
Ermita de San Roque en Puebla de San Miguel, 2019.
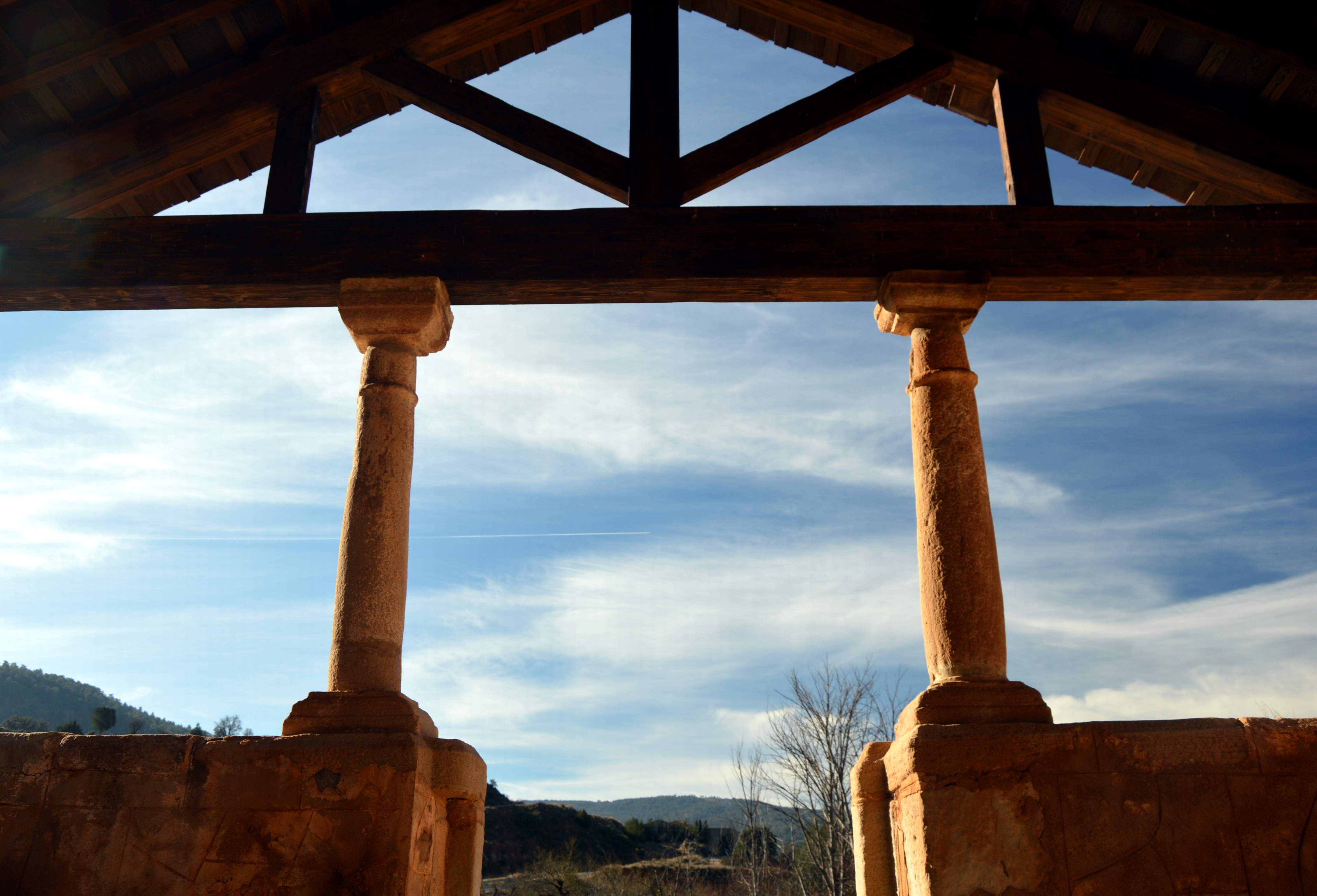
Ermita de San Roque en Puebla de San Miguel, 2019.
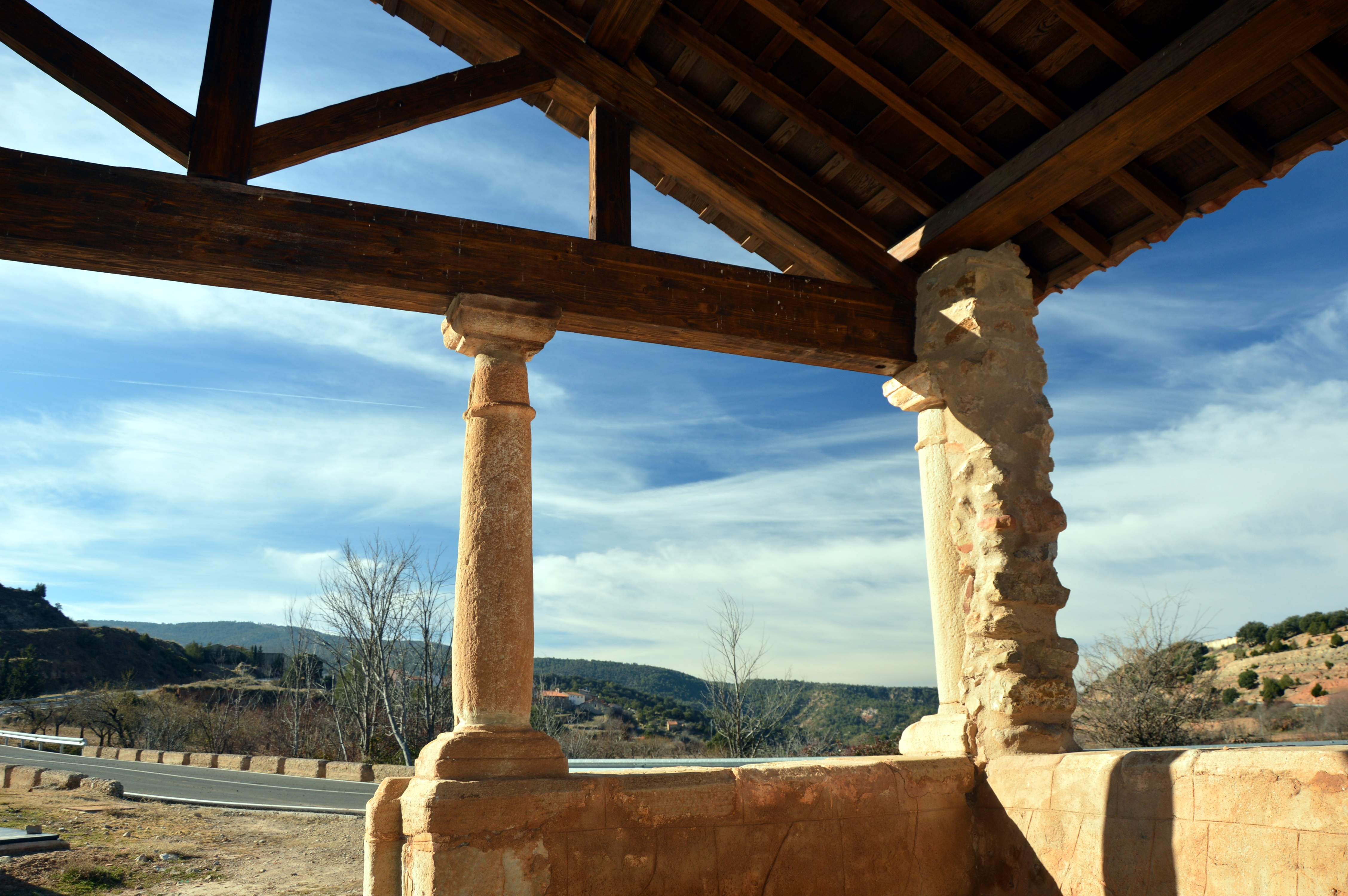
Ermita de San Roque en Puebla de San Miguel, 2019.
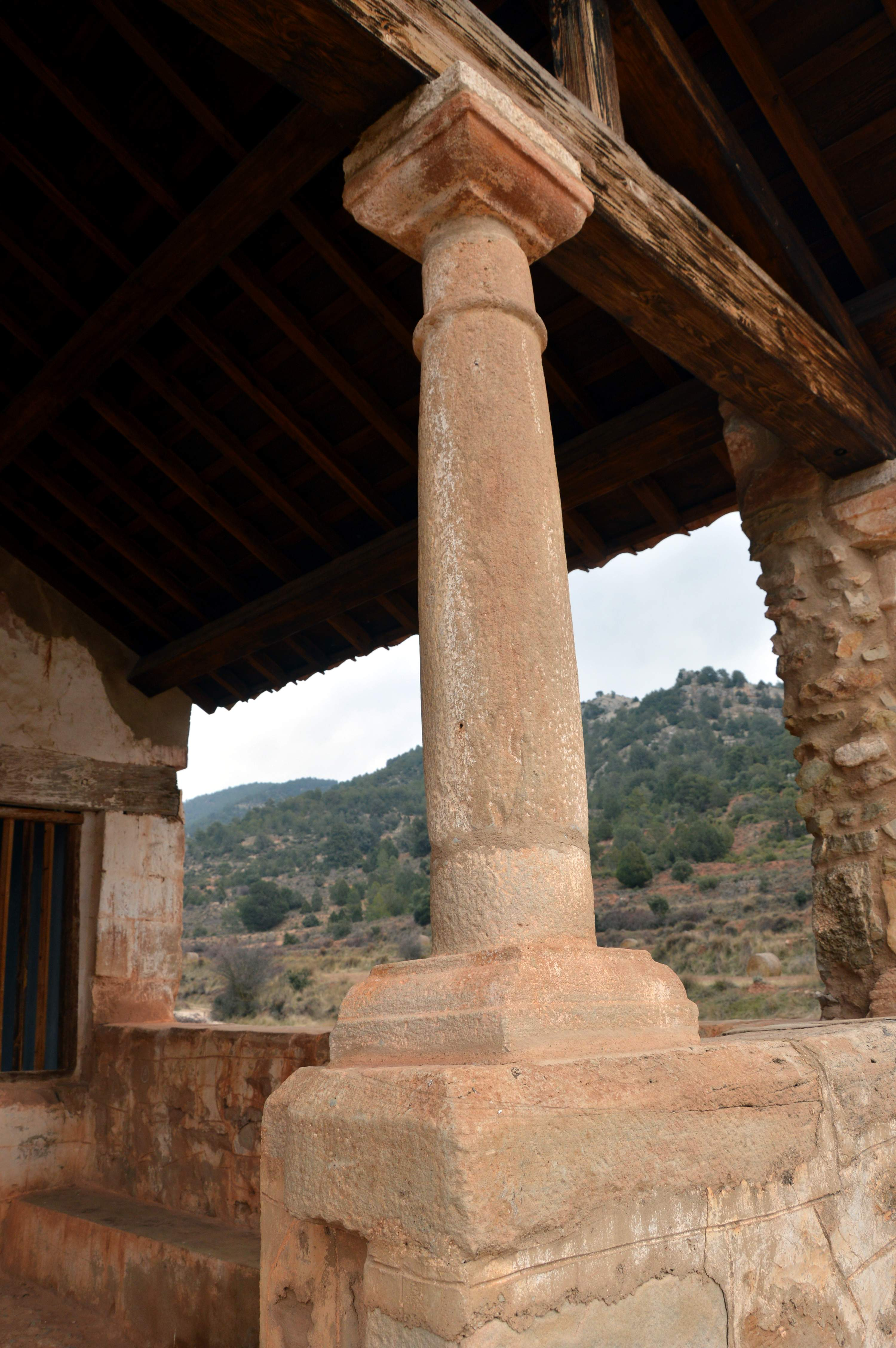
Ermita de San Roque en Puebla de San Miguel, 2019.
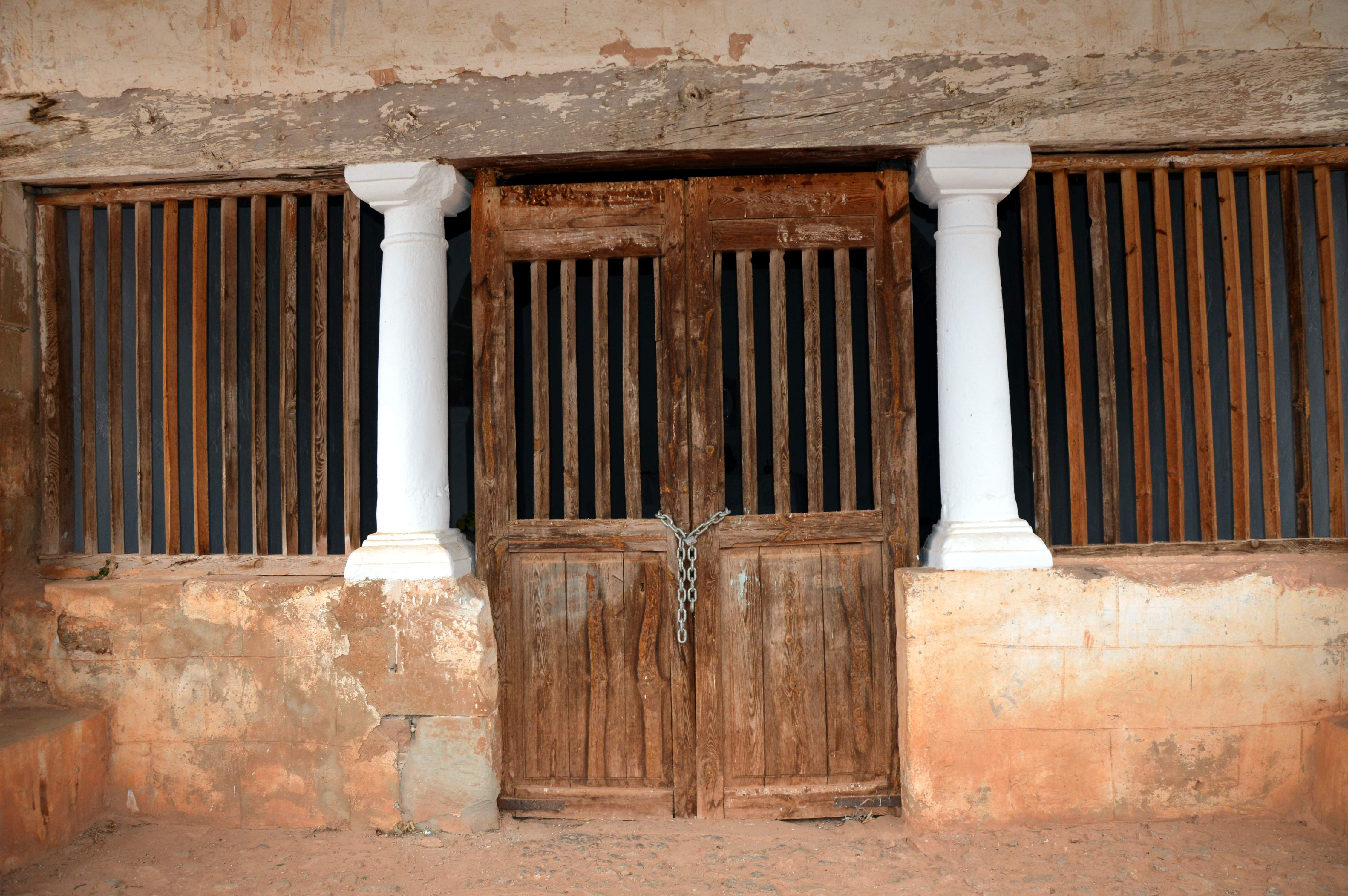
Ermita de San Roque en Puebla de San Miguel, 2019.
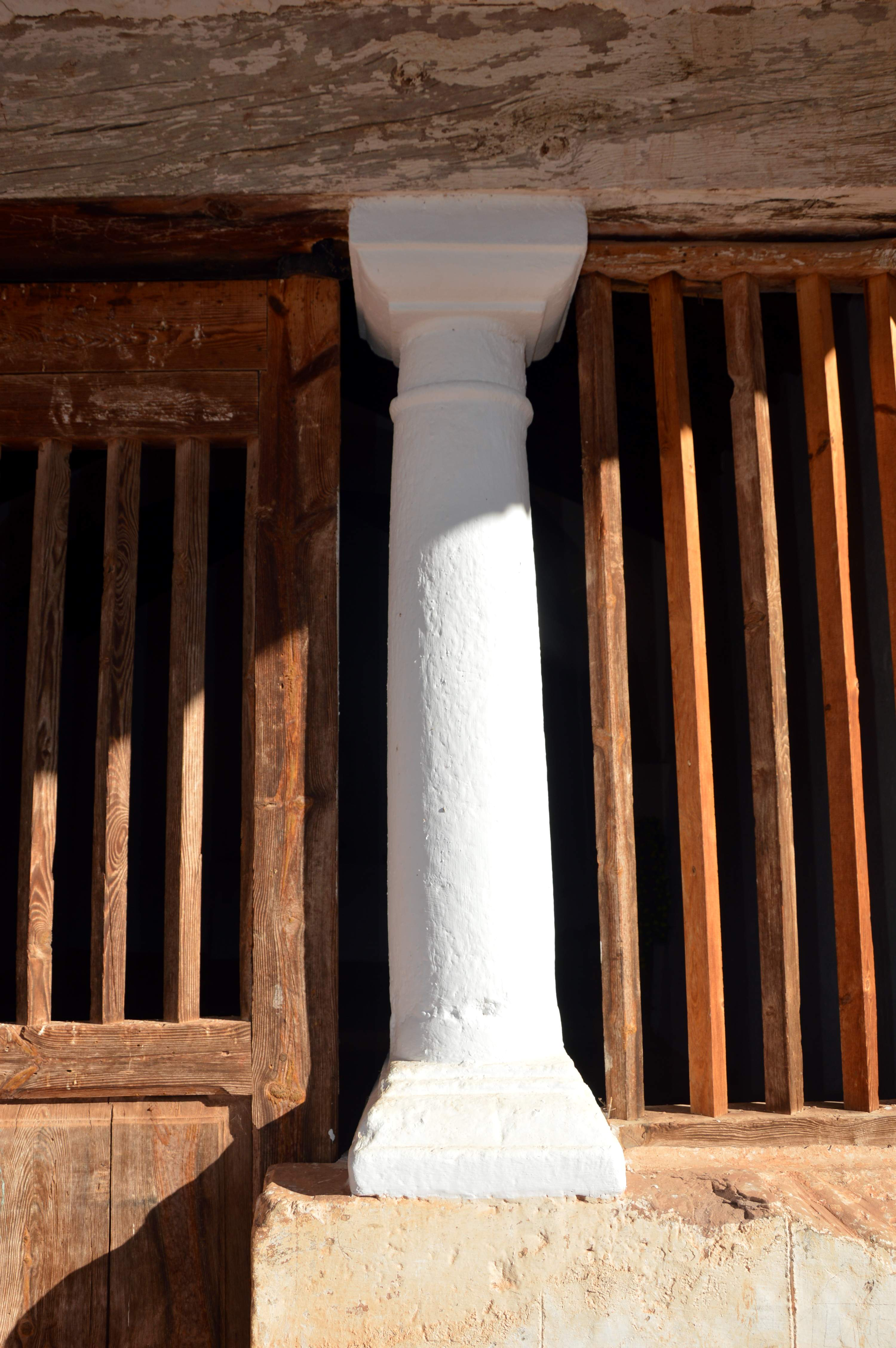
Ermita de San Roque en Puebla de San Miguel, 2019.
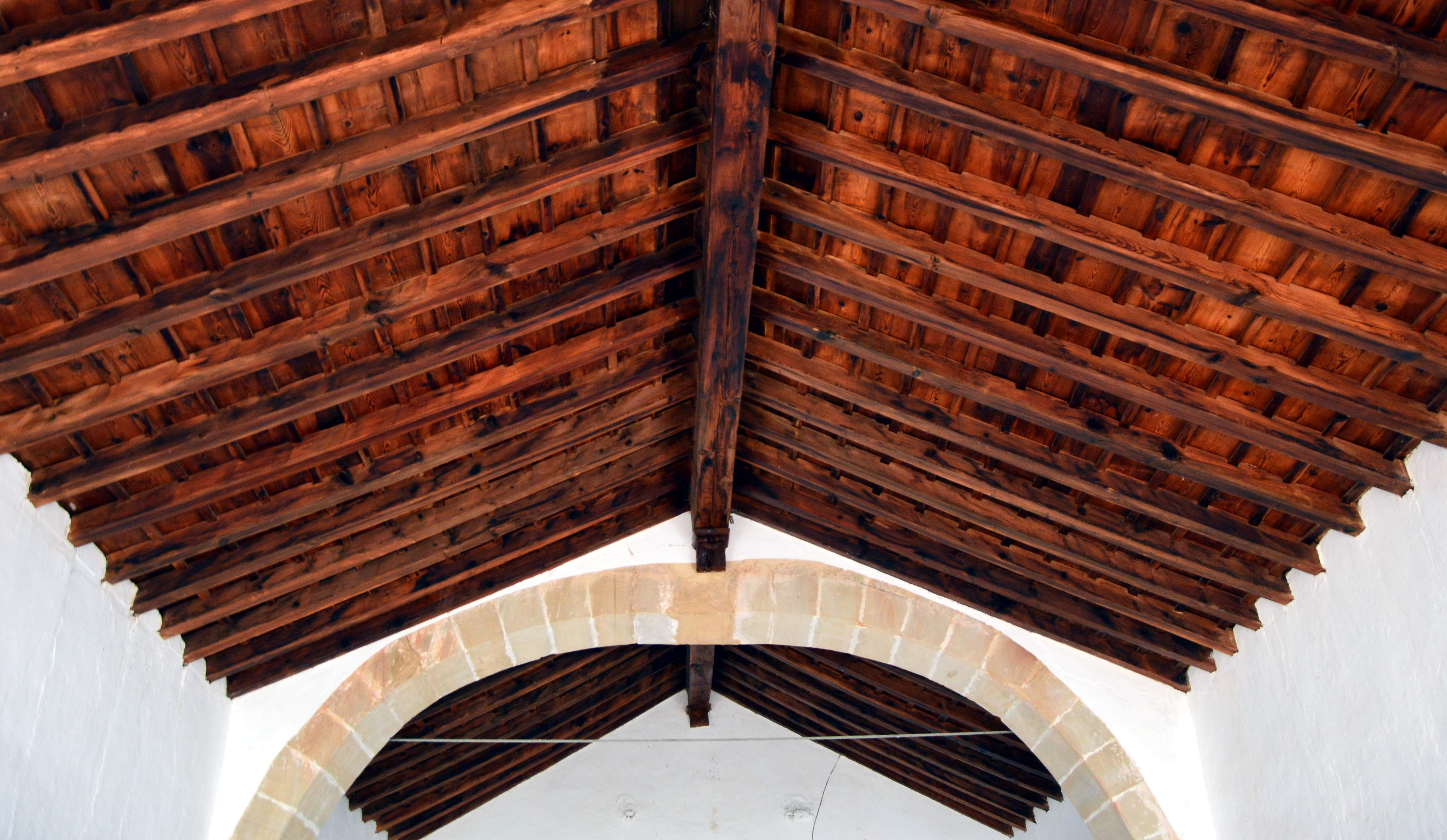
Ermita de San Roque en Puebla de San Miguel, 2019.
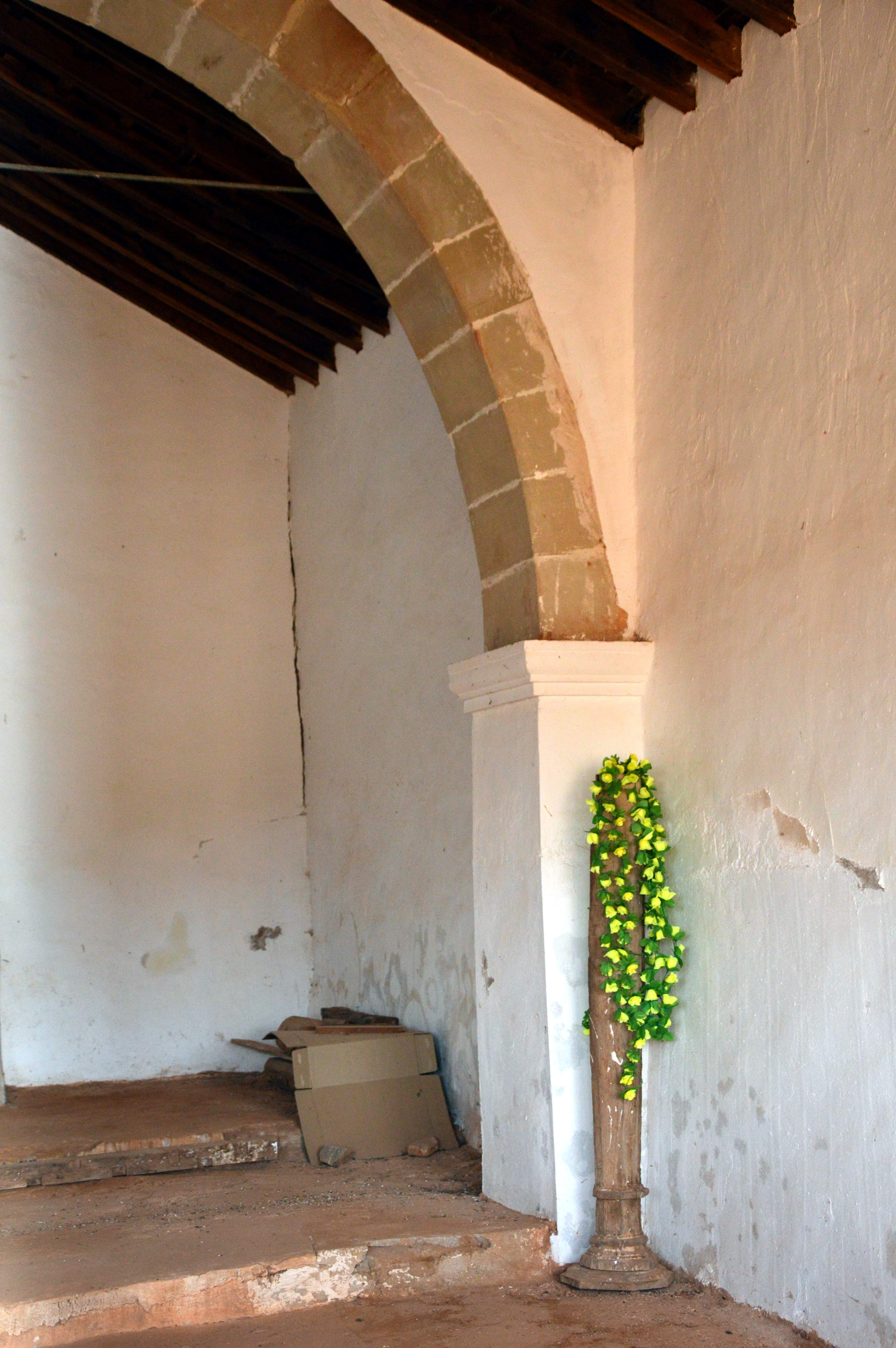
Ermita de San Roque en Puebla de San Miguel, 2019.